# 宝物集
『宝物集』（ほうぶつしゅう）は、平安末期の仏教説話集。著者は平康頼（たいらのやすより）。別名は「康頼宝物集」。治承年間（1177年 - 1181年）の成立。
本によって一巻・二巻・三巻・七巻の違いがあり、本文の異同も甚だしい。原型に近いのは一巻本だという。嵯峨釈迦堂（清涼寺）での僧俗の対話形式をとり、多数の説話を援引し、仏法こそが至高の宝物であると語る。
概して四部に分けることができ、第1部と第2部は、全体から見る序章のようなものである。第3部から、「この世で一番の宝物は何か？」ということが議論になり、最終的には第4部で「仏法こそが第一の宝」だということに落ち着く。世間で大切だとされているものは功罪半ばして、幸せになる反面、不幸せにもなるのだから、何よりも尊いものは世俗を越えた仏法だ、という教えを説いている。
作者の平康頼（法名性照）は後白河院の北面武士で、検非違使兼左衛門尉に任ぜられたが、安元3年（1177年）、鹿ケ谷の陰謀に与り、事敗れて鬼界ヶ島（薩摩沖の硫黄島）に流刑されたが、翌年、中宮徳子平産のための大赦によって召還され帰京。その後は東山双林寺に住み、この説話集を編んだ。
『新日本古典文学大系40』に（岩波書店）第二種七巻本系統の吉川本を底本として収録される。七巻すべてに注釈が施された初のものである。

## 書籍等
各系統の入手しやすいテキスト（参考文献の森論文による）
- 一巻本
  - 月本直子・月本雅幸編『宮内廳書陵部藏本 寶物集總索引』汲古書院、1993年。
- 二巻本
  - 追塩千尋氏・北海道説話文学研究会「北海道大学附属図書館藏二巻本『宝物集』翻刻」「北海学園大学人文論集」第32号、2005年。アーカイブ公開。
- 片仮名古活字三巻本
  - 山田昭全・大場朗・森晴彦編『宝物集』おうふう、1995年。参考文献目録、索引あり。
- 平仮名古活字三巻本
  - 坂巻理恵子「新出資料・平仮名古活字版『宝物集』―慶応義塾大学三田メディアセンター蔵本について―」『本文研究 考証・情報・資料』第5集、和泉書院、2002年。
- 平仮名整版三巻本
  - 宝物集研究会「京都大学穎原文庫蔵寛永二十年刊『宝物集』翻刻」「宝物集研究」第3集、2002年。
- 第一種七巻本
  - 『大日本仏教全書』第91巻、1972年。
- 第二種七巻本系
  - 小泉弘・山田昭全校注『宝物集 閑居友 比良山古人霊託』新日本古典文学大系40、岩波書店、2003年。和歌他出一覧、歌人略伝がある。

宝物集諸本に関する参考文献
小泉弘『古鈔本寶物集の研究』研究編、角川書店、1973年。
森晴彦「『宝物集』諸本の翻刻一覧」「研究と資料」第76輯、2016年12月。
森晴彦「『宝物集』諸本の翻刻一覧・続」「研究と資料」第80輯、2018年12月。
森晴彦「『宝物集』諸本の翻刻一覧・続々」「研究と資料」第83輯、2020年12月。
続々で『宝物集 三巻平仮名本』(崙書房出版、2019年)が、片仮名古活字三巻本を平仮名で書写したものであることを考証し指摘している。

平康頼に関する参考文献
山田昭全「平康頼伝記研究」、山田昭全著作集第2巻『宝物集研究』、おうふう、2015年。